# 78391 Michaeljäger
78391 Michaeljäger è un asteroide della fascia principale. Scoperto nel 2002, presenta un'orbita caratterizzata da un semiasse maggiore pari a 3,0987770 au e da un'eccentricità di 0,2358545, inclinata di 14,52801° rispetto all'eclittica.
L'asteroide è dedicato all'astronomo amatoriale austriaco Michael Jäger.